# Megophryidae
Megophryidae (Bonaparte, 1850) è una famiglia di anfibi dell'ordine degli Anuri, originaria del Sud-est asiatico.

## Tassonomia
La famiglia comprende 280 specie raggruppate in due sottofamiglie:
- Leptobrachiinae Dubois, 1980 (165 sp.)
  - Leptobrachella Smith , 1925 (85 sp.)
  - Leptobrachium Tschudi, 1838 (37 sp.) (Vibrissaphora, ex genere, ora considerato sinonimo)
  - Oreolalax Myers and Leviton, 1962 (19 sp.)
  - Scutiger Theobald, 1868 (24 sp.)
- Megophryinae (Bonaparte, 1850) (115 sp.)
  - "Megophrys" dringi Inger, Stuebing, and Tan, 1995
  - "Megophrys" feii Yang, Wang, and Wang, 2018
  - Atympanophrys Tian and Hu, 1983 (4 sp.)
  - Brachytarsophrys Tian and Hu, 1983 (7 sp.)
  - Megophrys Kuhl and Van Hasselt, 1822 (3 sp.)
  - Ophryophryne Boulenger, 1903 (6 sp.)
  - Panophrys Rao and Yang, 1997 (57 sp.)
  - Pelobatrachus Beddard, 1908 "1907" (7 sp.)
  - Xenophrys Günther, 1864 (29 sp.)